# Steele Von Hoff
Steele Von Hoff (Mornington, 31 december 1987) is een Australisch wielrenner die anno 2018 uitkomt voor Bennelong SwissWellness Cycling Team p/b Cervelo.
Hij werd in 2011 derde op de Oceanische kampioenschappen wielrennen bij de elite en won in 2018 de wegwedstrijd op de Gemenebestspelen.

## Overwinningen
2012
5e etappe Ronde van Loir-et-Cher
6e etappe Olympia's Tour
2e etappe deel A en 9e etappe Ronde van Guadeloupe
2014
 Australisch kampioen criterium, Elite
2015
 Australisch kampioen criterium, Elite
4e etappe Tour Down Under
Rutland-Melton International Cicle Classic
2016
1e etappe Ronde van Noorwegen
1e etappe Sibiu Cycling Tour
2018
 Wegwedstrijd op de Gemenebestspelen

## Resultaten in voornaamste wedstrijden
| Jaar | Ronde van Italië | Ronde van Frankrijk | Ronde van Spanje |
| ---- | ---------------- | ------------------- | ---------------- |
| 2012 |                  |                     |                  |
| 2013 |                  |                     |                  |
| 2014 |                  |                     |                  |
| 2015 |                  |                     |                  |
| 2016 |                  |                     |                  |

| Jaar | Ronde van Vlaanderen | Parijs-Tours |  | WK op de weg |
| ---- | -------------------- | ------------ |  | ------------ |
| 2012 |                      | 19e          |  |              |
| 2013 |                      |              |  |              |
| 2014 | opgave               |              |  |              |
| 2015 |                      |              |  |              |
| 2016 |                      |              |  | opgave       |

Earle · Flakemore · Giacoppo · Haas · Lovelock · Marshall · Marwood · Rigg · Sanderson · Shaw · Von Hoff · K.Walker · T.Walker
Bauer ·
Danielson · 
Dekker ·
Farrar ·
Fernández ·
Fischer ·
Haas ·
Haussler ·
Hesjedal ·
Howes ·
Hunter ·
Klier ·
M. Kreder ·
R. Kreder ·
Le Mével ·
Maaskant ·
Martin ·
Millar · 
Navardauskas ·
Peterson ·
Rasmussen (tot 31/07) ·
Rathe ·
Rosseler ·
Stetina ·
Talansky ·
Vande Velde ·
Vanmarcke ·
Vansummeren ·
Wegmann ·
Zabriskie ·
Morton (stagiair) ·
Scully (stagiair) ·
Von Hoff (stagiair) 
Bauer ·
Danielson · 
Dekker ·
Dennis ·
Fairly ·
Farrar ·
Fernández ·
Haas ·
Hesjedal ·
Howes ·
Hunter ·
Klier (tot 13/05) ·
M. Kreder ·
R. Kreder ·
Maaskant ·
Martin ·
Millar · 
Morton ·
Navardauskas ·
Nuyens ·
Rasmussen ·
Rathe ·
Rosseler ·
Stetina ·
Talansky ·
Vande Velde ·
Vansummeren ·
Von Hoff ·
Wegmann ·
Zabriskie ·
O'Shea (stagiair) 
Acevedo · van Baarle · Bauer · Brown · Cardoso · Danielson · Dekker · Dennis · Fairly · Farrar · Fernández · Gaimon · Haas · Hansen · Hesjedal · Howes · King · Kreder · Langeveld · Martin · Millar · Morton · Navardauskas · Nuyens · Slagter · Talansky · Vansummeren · Von Hoff · Wegmann · Girdlestone (stagiair) · Mannion (stagiair)
Barker · Baylis · Białobłocki · Domagalski · Ebsen · Goss · Handley · Harper · House · Hunt · Lander · McCormick · Mortensen · O'Shea · Opie · Oram · Smith · Von Hoff · P.Williams · S.Williams
Bayly · Bowden · Christie-Johnson · Cooper · Crome · Davids · Elliott · Freiberg · Giacoppo · Harper · Lake · Lea · Porter · Roe · D. Sunderland · S. Sunderland · Toovey · Von Hoff · Ward